# Дедов, Иван Андреевич
Иван Андреевич Дедов (1929—2010) — советский бригадир и передовик производства в сельском хозяйстве. Лауреат Государственной премии СССР (1978). Герой Социалистического Труда (1973).

## Биография
Родился 15 августа 1929 года в селе Промысловка, астраханской области  в крестьянской многодетной семье.
В 1941 году в связи с началом Великой Отечественной войны был вынужден оставить учёбу и начал работать простым колхозником в колхозе «Общий труд» Лиманского района Астраханской области.
С 1955 года И. А. Дедов возглавил овощеводческую бригаду колхоза «Общий труд», под его руководством внедрялись новые методы выращивания арбузов. Бригада И. А. Дедова стала легендарной, она не просто выполняла и перевыполняла план, но ставила рекорды. К примеру, если плановая цифра колхоза — 400 центнеров арбузов с гектара, бригада И. А. Дедова давала 1200 — в три раза больше. 15 декабря 1972 года «за успехи в труде» Указом Президиума Верховного Совета СССР И. А. Дедов  был награждён Орденом Трудового Красного Знамени.
7 ноября 1978 году постановлением Совета Министров СССР и ЦК КПСС «за получение высоких и устойчивых урожаев овощей, картофеля, хлопка, винограда, фруктов, чая и бахчевых культур на основе умелого использования техники, улучшения организации работ, повышения культуры земледелия» Иван Андреевич Дедов был удостоен Государственной премии СССР.
7 декабря 1973 года Указом Президиума Верховного Совета СССР «за большие успехи достигнутые на Всесоюзном социалистическом соревновании и проявленную трудовую доблесть в выполнении принятых обязательств по увеличению производства и продажи государству зерна и других продуктов земледелия» Иван Андреевич Дедов был удостоен звания Героя Социалистического Труда с вручением Ордена Ленина и золотой медали «Серп и Молот».
С 2000 года на пенсии. Умер 19 марта 2010 года в селе Промысловка, Астраханской области.

## Награды
- Медаль «Серп и Молот» (7.12.1973)
- Орден Ленина (7.12.1973)
- Орден Октябрьской революции (23.12.1976)
- Орден Трудового Красного Знамени (15.12.1972)
- Медаль «За трудовую доблесть» (8.04.1971)

### Премии
- Государственная премия СССР (1978)
- Пять Золотых медалей ВДНХ